# ستيف ميلس
ستيف ميلس (بالإنجليزية: Steve Mills)‏ هو لاعب اتحاد الرغبي بريطاني، ولد في 24 فبراير 1951.